# Nothofagus discoidea
Nothofagus discoidea (Baum.-Bod.) Steenis – gatunek rośliny z rodziny bukanowatych (Nothofagaceae). Występuje naturalnie w południowej części Nowej Kaledonii. 

## Morfologia
PokrójZimozielone drzewo dorastające do 18–20 m wysokości.
LiścieBlaszka liściowa ma owalny kształt. Mierzy 11 cm długości oraz 4 cm szerokości, jest ząbkowana na brzegu, ma zaokrągloną nasadę i spiczasty wierzchołek. Ogonek liściowy jest nagi i ma 10–15 mm długości.
OwoceOrzechy osadzone po 3 w kupulach. Kupule powstają ze zrośnięcia dwóch liści przykwiatowych.

## Biologia i ekologia
Rośnie w lasach zrzucających liście. 

## Ochrona
W Czerwonej księdze gatunków zagrożonych został zaliczony do kategorii VU – gatunków narażonych na wyginięcie.